# زلتان کلاگر

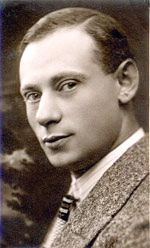
زلتان کلاگر

زلتان کلاگر (به عبری: זולטן קלוגר) عکاس مجارستانی یهودی‌تبار بود. اهمیت عکس‌های او به‌خاطر مستندنگاری مهاجرت گسترده یهودیان به سرزمین فلسطین و تولد کشور اسرائیل و جنگ اعراب و اسرائیل است.

## نگارخانه

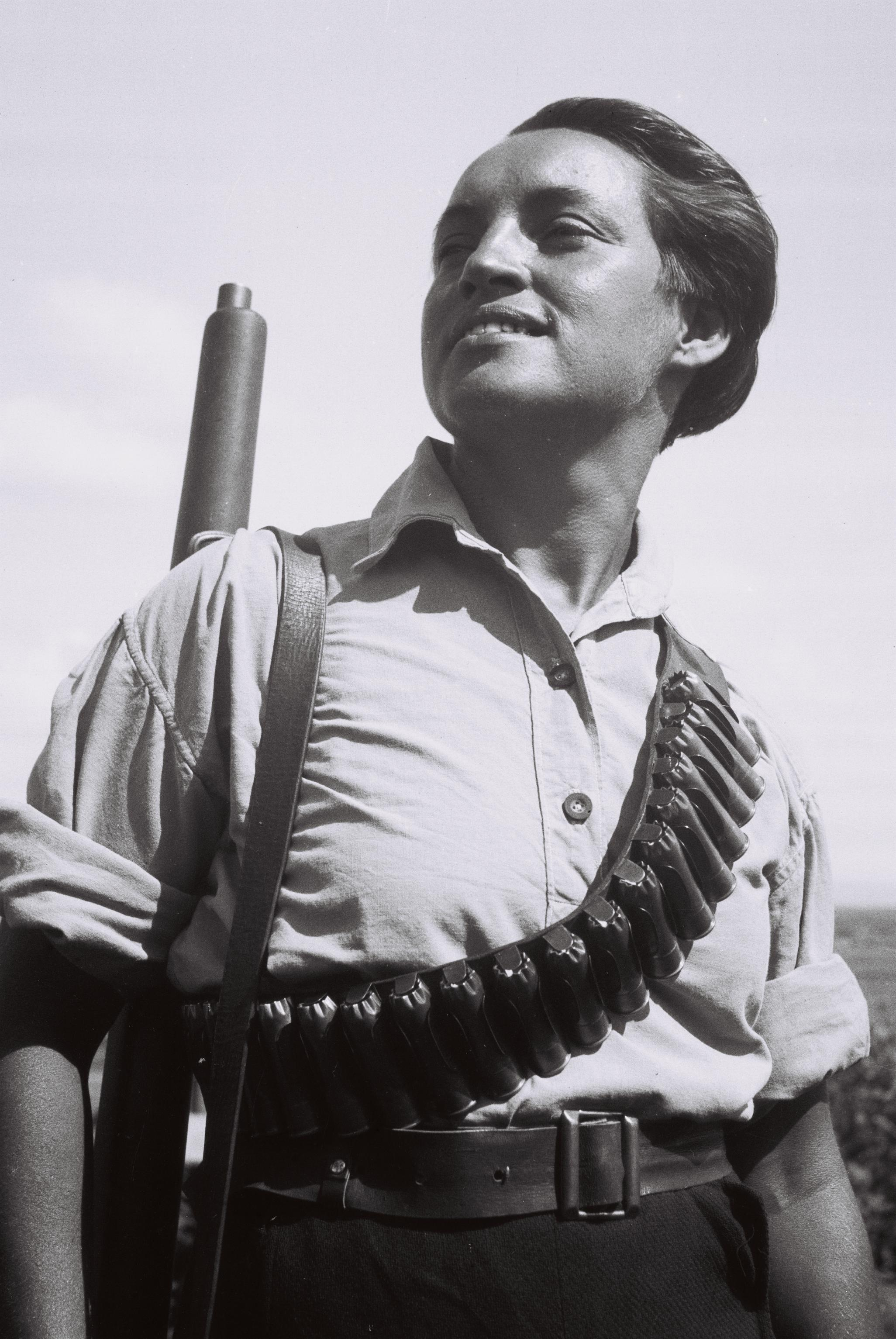
محافظ مسلح یک کیبوتص در سال ۱۹۳۶ م.
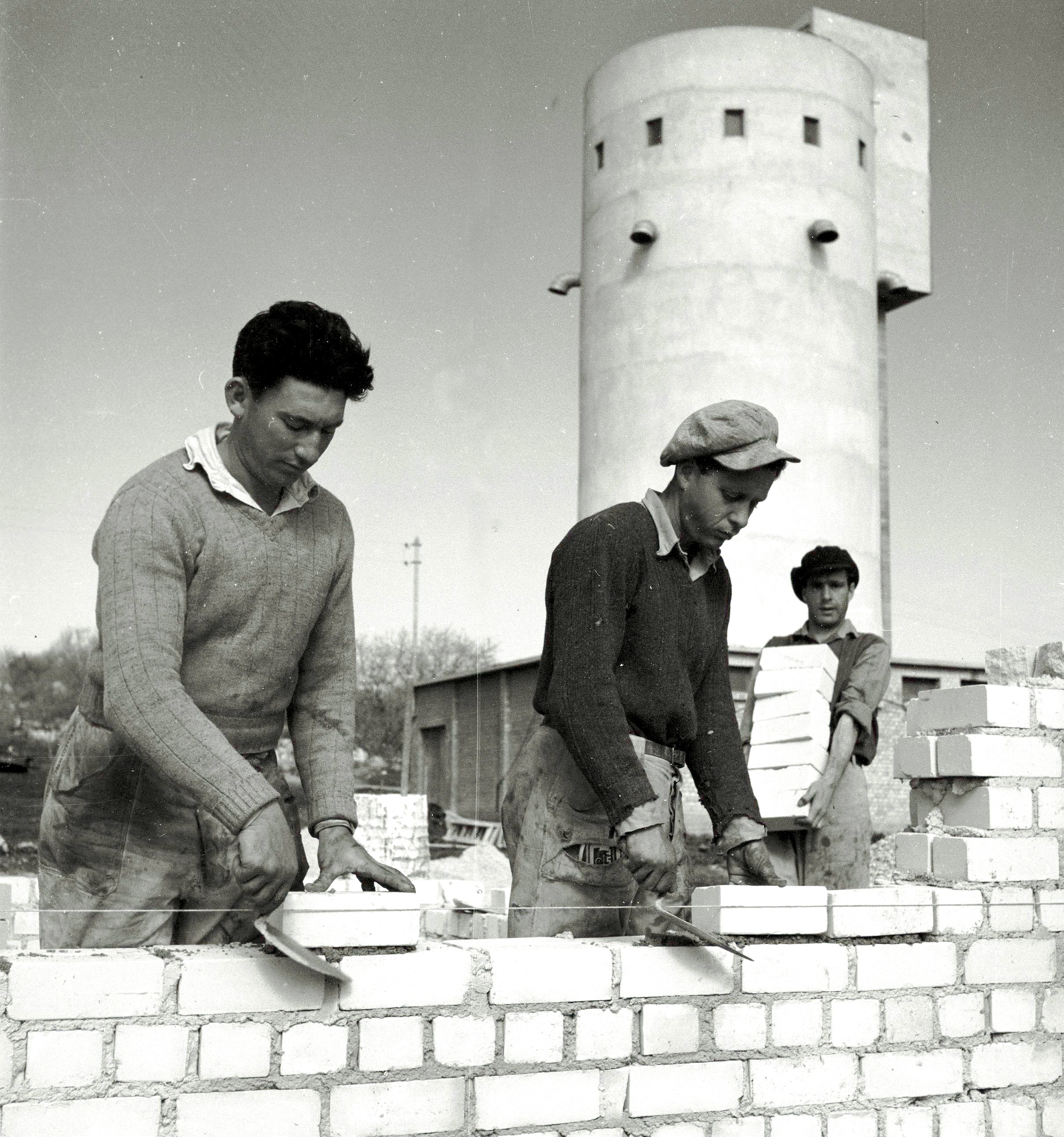
جوانان یهودی آلمانی‌تبار در حال خانه‌سازی در کیبوتص الونیم در سال ۱۹۴۶ م.
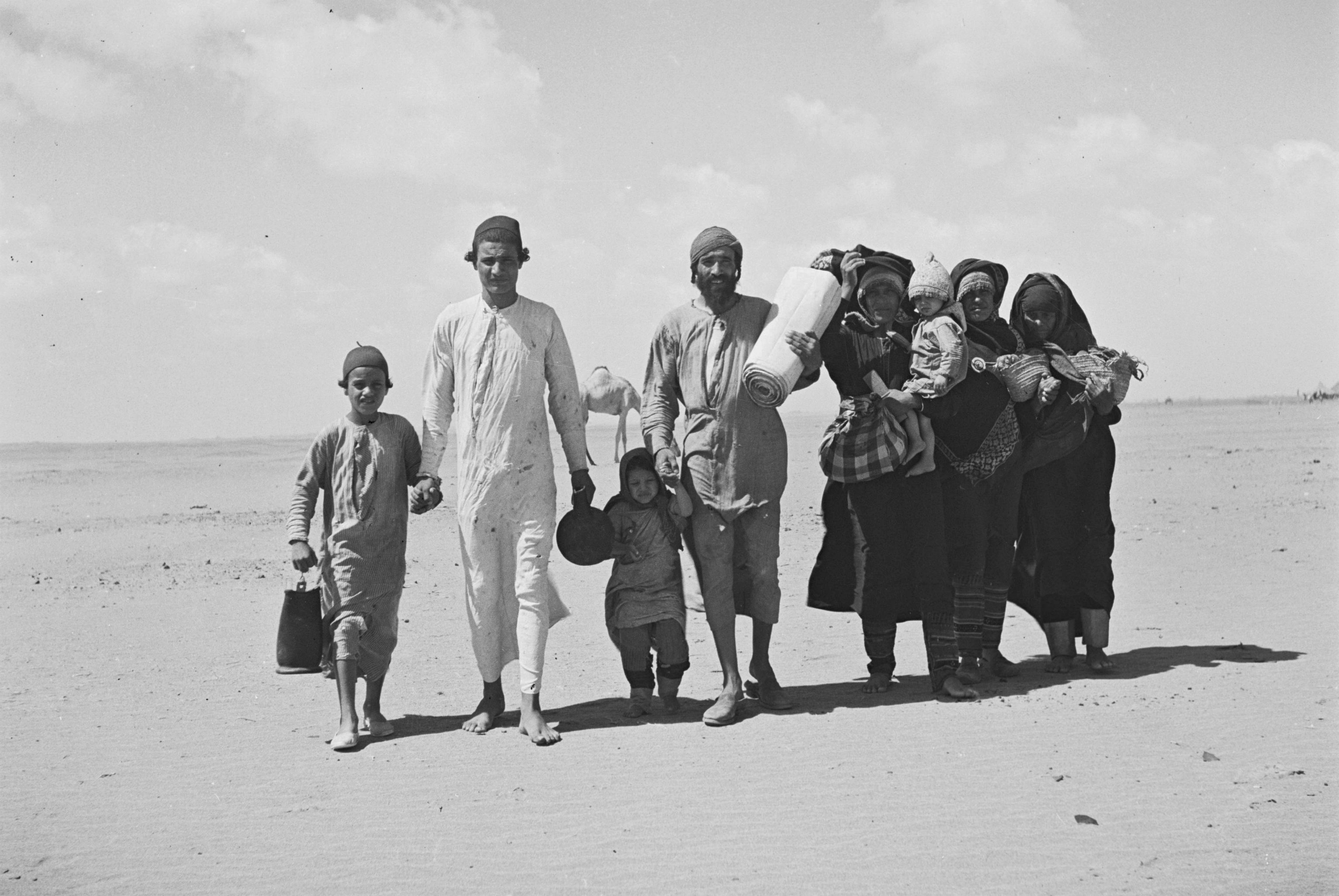
یک خانوادهٔ یهودی یمنی در دسامبر ۱۹۴۷ م. در حین فرار از عدن در پی شورش اعراب علیه یهودیان یمنی که به کشته‌شدن حداقل ۷۶ یهودی یمنی انجامید.
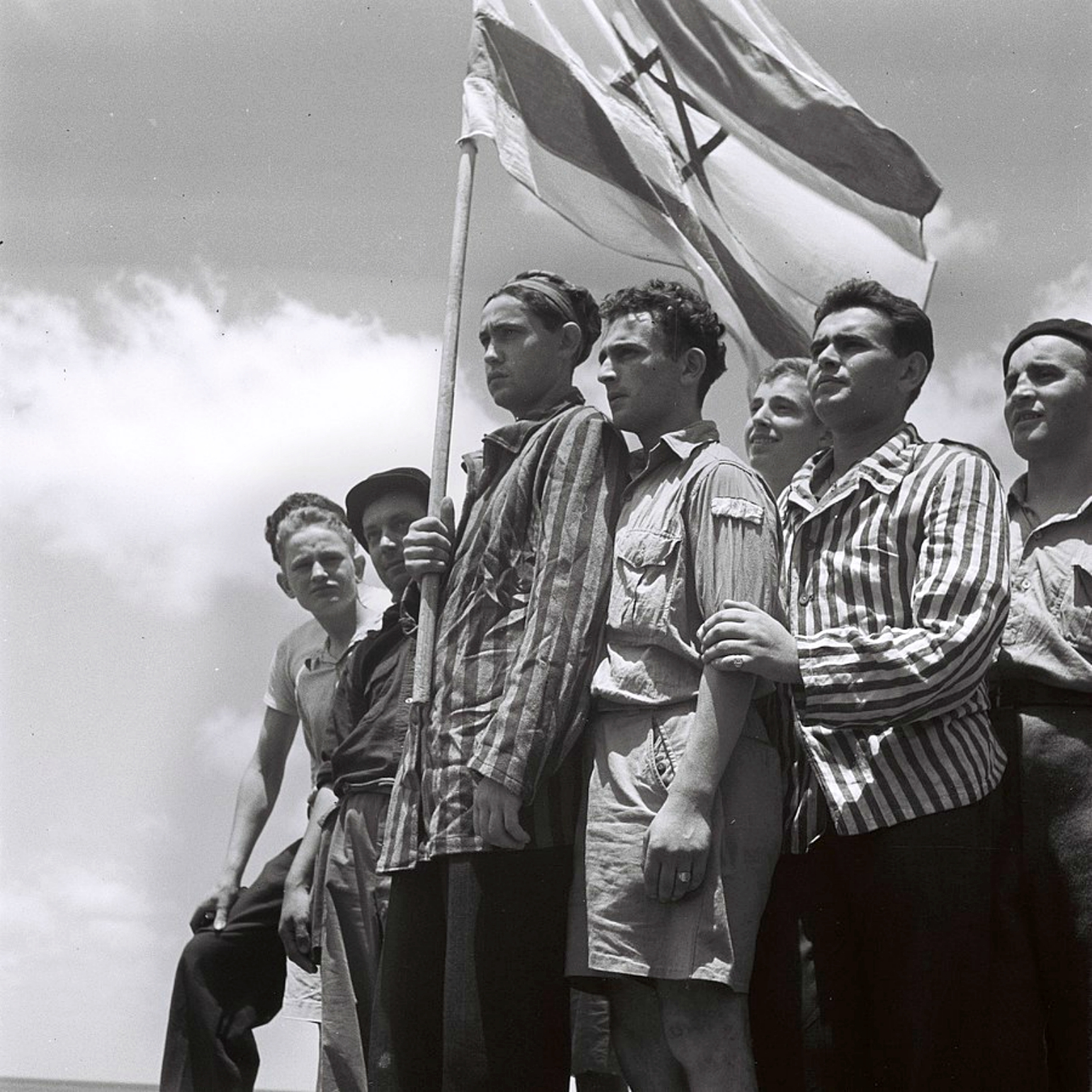
گروهی از بازماندگان اردوگاه مرگ بوخن‌والد بر روی عرشهٔ یک کشتی اسپانیایی به بندرگاه حیفا چشم دوخته‌اند. سال ۱۹۴۹ م.
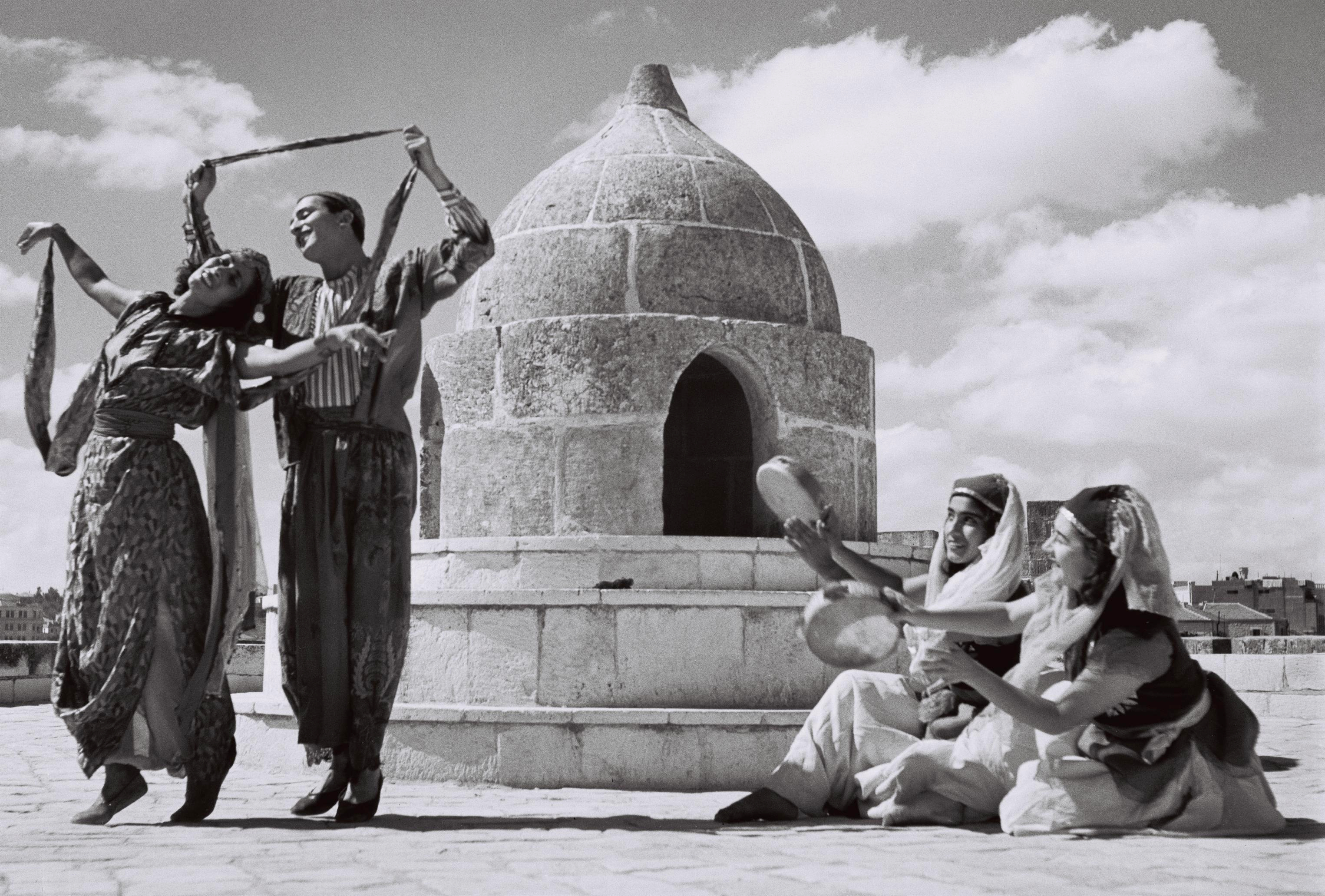
رقصندگان اسرائیلی باله در حال اجرای رقص محلی یهودیان بخارا در برج داوود، اورشلیم به سال ۱۹۴۶ میلادی.